# Valdecañas de Tajo
Valdecañas de Tajo es un municipio y localidad española de la provincia de Cáceres, en la comunidad autónoma de Extremadura. El término municipal, perteneciente a la mancomunidad del Campo Arañuelo y al partido judicial de Navalmoral de la Mata, tiene una población de 96 habitantes (INE 2024).

## Geografía
Se ubica en el noreste de la provincia y pertenece a la mancomunidad del Campo Arañuelo y al partido judicial de Navalmoral de la Mata. Su centro urbano se ubica a 71 km de Cáceres y 112 km de Mérida.
| Noroeste: Almaraz               | Norte: Almaraz y Belvís de Monroy | Noreste: Belvís de Monroy |
| Oeste: Higuera de Albalat       |                                   | Este: Mesas de Ibor       |
| Suroeste: Campillo de Deleitosa | Sur: Campillo de Deleitosa        | Sureste: Mesas de Ibor    |

## Naturaleza

### Fauna

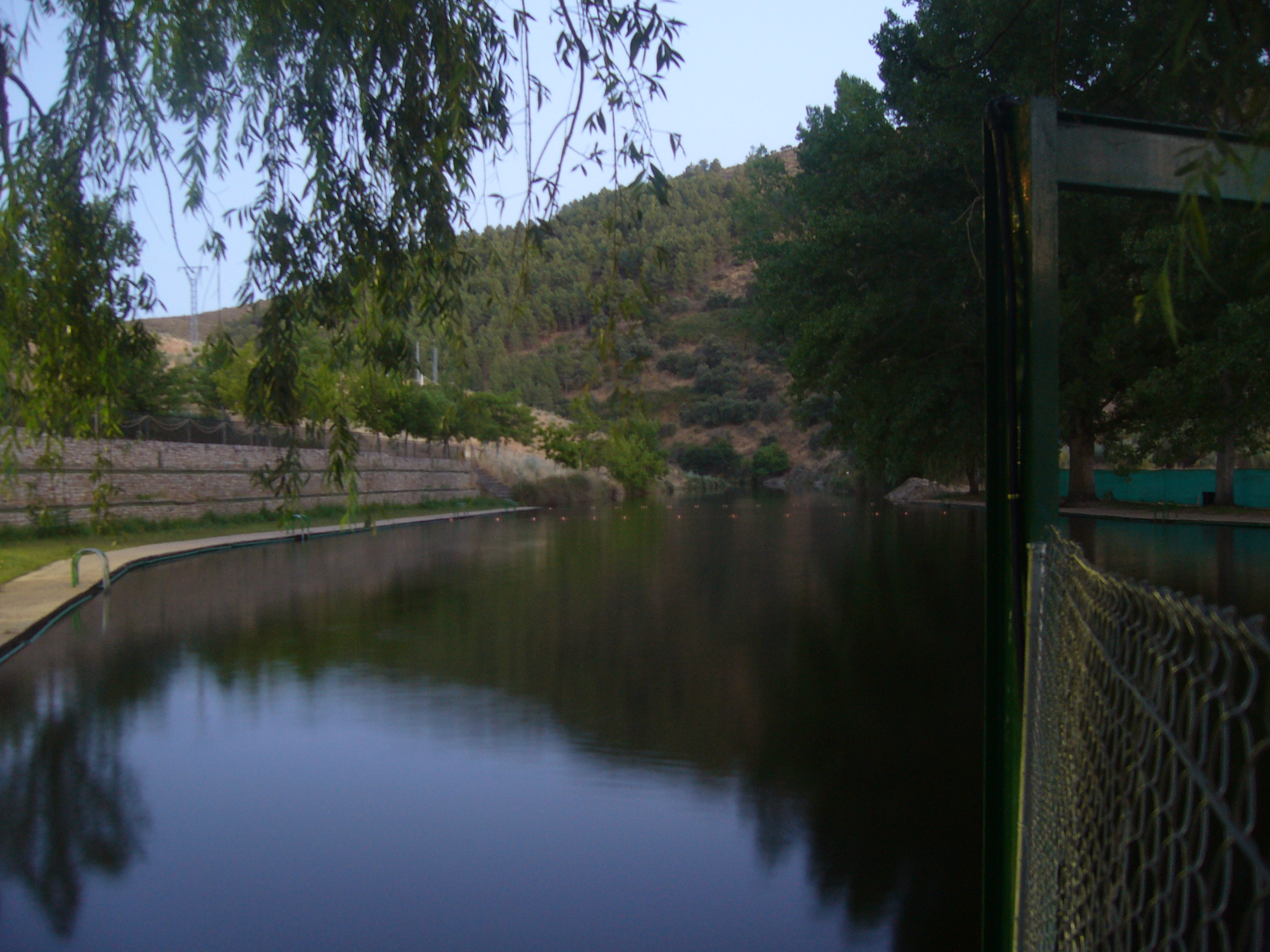
La piscina natural de la Garganta de Descuernacabras.

La garganta de Descuernacabras es hábitat de gran número de aves (buitres, águilas, garzas, azores etc.), donde la Sociedad Británica de Ornitología ha instalado un observatorio para su estudio.
En el embalse de Valdecañas se pueden encontrar barbos, carpas, bogas y black bass.

### Geología
Pirofilita: Significa "fuego y abanico" en griego ya que cuando se calienta se exfolia en forma de abanico. Se usa para carga y como soporte de perfumes, insecticidas, etc. y como material cerámico. Se presenta en agregados tabulares, radiales u hojosos; a veces se parece al talco. Su fórmula química es Al2Si4O10(OH)2.

## Historia
En el Neolítico se descubre la ganadería y la agricultura y aparecen unos nuevos asentamientos en la zona.
La zona es atravesada por tres vías pecuarias usadas por la Mesta, de las que dos se dirigían a Guadalupe y la otra a la comarca de los Ibores. La influencia de estas vías determina el establecimiento de alquerías pertenecientes a los primeros señoríos, algunas de las cuales han perdurado hasta el siglo XX.
Valdecañas surgió a principios del siglo XV, probablemente al terminar los enfrentamientos entre los señores de Almaraz y Monroy como causa del matrimonio entre Isabel de Almaraz y Hernán Rodríguez de Monroy.
Antonio Vegas en su Diccionario Geográfico Universal, Tomo VI, publicado en Madrid en el año 1795, dice:

Valdecañas, villa de España en la comunidad de Extremadura, corresponde al partido de Plasencia: es pueblo de señorío secular, con alcaldes ordinarios.

En 1802 muere María Teresa Cayetana de Alba sin descendencia, por lo que todos sus bienes revierten a la corona. Sin embargo, el duque de Frías, Diego Fernández de Velasco, reclama el condado de Oropesa, que incluye el señorío de Belvis, como legítimo heredero, al ser primo de Cayetana, ganando el pleito en 1806. El ducado de Alba pasará a otro de sus primos, Carlos Miguel Fitz-James Stuart y Silva.
Pascual Madoz en su Diccionario geográfico-estadístico-histórico de España y sus posesiones de Ultramar, tomo XV, publicado en Madrid en 1849, se refiere al pueblo en los siguientes términos:

Valdecañas: villa con ayuntamiento en la provincia y audiencia territorial de Cáceres (13 leguas), partido judicial de Navalmoral de la Mata, diócesis de Plasencia y capitanía general de Extremadura.

Hasta la reforma de la nomenclatura municipal de 1916 el municipio se llamaba simplemente Valdecañas. En dicha fecha su nombre fue modificado por el de Valdecañas de Tajo.
En 1997 la Junta de Extremadura aprobó el escudo heráldico y la bandera municipal de Valdecañas de Tajo.
En 2011 la Junta de Extremadura reformó la ley del suelo de modo que se autorizó la construcción de una urbanización de lujo en la zona, sobre terrenos protegidos en la Red Natura 2000 (decisión revocada por el Tribunal Constitucional en 2019 y paralizada por el mismo tribunal en 2022).

## Demografía
Valdecañas de Tajo cuenta con una población de 96 habitantes (INE 2024).
| Gráfica de evolución demográfica de Valdecañas de Tajo entre 1842 y 2021 |
| |
| Población de derecho según los censos de población del INE Población de hecho según los censos de población del INEEn estos censos se denominaba Valdecañas: 1842, 1857, 1860, 1877, 1887, 1897, 1900 y 1910. |

## Administración y política
| Elecciones municipales |      |      |      |      |      |      |      |      |
| Partido                | 1983 | 1987 | 1991 | 1995 | 1999 | 2003 | 2007 | 2011 |
| PSOE                   | 5    | 4    | 2    | 1    | 1    | 1    | 1    | 1    |
| AP / PP                | 2    | 1    | 3    | 4    | 4    | 4    | 4    | 4    |
| Total                  | 7    | 5    | 5    | 5    | 5    | 5    | 5    | 5    |

## Patrimonio

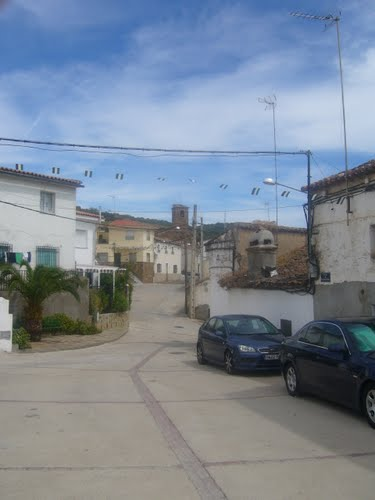
Vista desde la calle Garganta de Descuernacabras. Al fondo se puede apreciar la iglesia de San Blas.

La iglesia parroquial católica de San Blas, pertenece a la archidiócesis de Mérida-Badajoz, diócesis de Plasencia, arciprestazgo de Casatejada. Está situada en la plaza de Extremadura y fue construida a principios del siglo XVII. Edificio de una sola nave, levantado con mampostería y algunos lienzos en ladrillo, aloja el altar mayor con un interesante retablo e imágenes de reciente factura. Al cuerpo principal se adosa la sacristía por el lado del evangelio.

## Cultura

### Fiestas
- San Blas: el 3 de febrero.
- Fiestas de verano: el primer fin de semana de agosto.
- Fiestas del Rosario: el 7 de octubre.

### Gastronomía
Algunos platos típicos son los siguientes: sopa de tomate, ensalada de achicoria, tortilla de espárragos, setas de cardos y níscalos en platos variados, arroz con cardillos, migas, cecinas y embutidos de cerdo, caldereta de cordero, platos de caza como perdiz en pepitoria, arroz con liebre o chorizo de jabalí, gachas, puches, postres de arroz con leche y sapillo. En las fiestas floretas y perrunillas.